# Silesia checa
La Silesia checa (en checo, České Slezsko; en eslovaco, České Sliezsko; en silesio, Czeski Ślůnsk; en alemán, Tschechisch-Schlesien; en polaco, Śląsk Czeski) y, en general, conocida simplemente como Silesia en los contextos checoslovaco y checo, es un país checo histórico en el noreste de Chequia. La gran mayoría se encuentra en la región de Moravia-Silesia, su extremo occidental (Jeseník) y luego en la región de Olomouc. En esencia, esta es una parte de Silesia que quedó en las Tierras de la Corona checa después de las guerras de Silesia. La capital histórica de la Silesia checa es Opava. 
Entre 1918 y 1992 también se la denominó Silesia checoslovaca, en el período posterior a los acuerdos de Múnich (1938-1945), cuando, debido al predominio tradicional de la población alemana, la Alemania nazi también tenía la Silesia de los Sudetes (a excepción de Frýdek). Entre los años 1918 y 1928, la Silesia checa fue uno de los países de Checoslovaquia como la Tierra de Silesia, luego se unió a Moravia para formar la Tierra de Moravia-Silesia, pero a nivel de distrito aún se conservaba la frontera con Moravia. Después de la Segunda Guerra Mundial, la Silesia checa fue abolida por completo como unidad especial mediante reformas de la administración estatal, en 1948 se dividió entre las regiones de Ostrava y Olomouc, y en 1960 pasó a formar parte de la región de Moravia del Norte. 
En su mayor parte, es idéntico al territorio de la antigua Silesia austríaca y generalmente incluye los enclaves de Moravia en Silesia. La principal diferencia con la Silesia austríaca es que el este de Cieszyn (perteneciente a Polonia) ya no pertenece a la Silesia checa y, por el contrario, la región de Hlučín forma parte de ella. 
La Silesia histórica también incluye pequeños territorios en las montañas de los Gigantes y Jizera en las regiones de Hradec Králové y Liberec, que fueron adquiridas por Checoslovaquia en 1959 de Polonia y son las únicas partes del antiguo Ducado de Jawor en el territorio de la actual Chequia. Es una pequeña área al noreste de Luční bouda en las Montañas de los Gigantes (pertenece a la ciudad de Pec pod Sněžkou en el distrito de Trutnov), el asentamiento de Mýtiny (parte de la ciudad de Harrachov en el distrito de Jablonec nad Nisou) y aquellos partes del territorio del municipio de Kořenov en el distrito de Jablonec nad Nisou, que se extienden por el margen izquierdo del Jizera.

## Geografía
Limita con Polonia al norte y al este (donde linda con la Silesia polaca), Moravia al suroeste y Eslovaquia (región de Kysuce) al sureste. Tiene una superficie de 4,459 km² y aproximadamente 1 000 000 de habitantes. En la parte oriental está muy densamente poblada; en la parte occidental, como consecuencia del desplazamiento de la población originaria tras la Segunda Guerra Mundial, está escasamente poblada. 
Con la ciudad de Ostrava aproximadamente en su centro geográfico, el área comprende parte de la región moderna de Moravia-Silesia, salvo por sus bordes sureños y en su extremo oeste, una pequeña parte de la región de Olomouc, en la ciudad de Jeseník. Después de Ostrava, las ciudades más importantes son Opava y Český Těšín. Históricamente, Český Těšín es la parte occidental de la ciudad de Cieszyn, cuyo casco antiguo se encuentra hoy en día en Polonia. Situada en los Sudetes, está rodeada por los montes Cárpatos en el este. Sus principales ríos son el Óder, el Opava y el Olza, que forman parte de la frontera natural con Polonia.

## Historia
La Silesia checa de hoy se deriva principalmente de una pequeña parte de Silesia, que se mantuvo dentro de la Corona de Bohemia y de la Monarquía de los Habsburgo al final de la primera guerra de Silesia en 1742, cuando el resto de Silesia fue cedida a Prusia. Fue reorganizada en el Ducado de Alta y Baja Silesia, con su capital en Opava (en alemán: Troppau, en polaco: Opawa). En 1900, el gran ducado ocupaba un área de 5140 kilómetros cuadrados (1985 mi²) y residía una población de 670.000 habitantes.
En 1918, el antiguo ducado formaba parte del nuevo estado de Checoslovaquia, salvo la ciudad polaca de Cieszyn, que fue dividida entre Checoslovaquia y Polonia en 1920, cuando Checoslovaquia gana su porción occidental. La región de Hlučín (en checo: Hlučínsko, en alemán: Hultschiner Ländchen), anteriormente parte de la Silesia prusiana, también se convirtió en parte de Checoslovaquia en virtud del Tratado de Versalles en 1919.
A raíz del Acuerdo de Múnich de 1938, la mayor parte de la Silesia checa se convirtió en parte de los Sudetes y Polonia tomó la zona de Zaolzie, en la orilla oeste del río Olza. Tras la ocupación de Polonia por parte de Alemania al año siguiente pasó a estar ocupada por esta en su totalidad.
Con la excepción de las áreas alrededor de Cieszyn, Ostrava y Hlučín, en la Silesia checa se asentaron predominantemente poblaciones de habla alemana hasta 1945. A raíz de la Segunda Guerra Mundial, la Silesia checa y Hlučín fueron devueltas a Checoslovaquia y los alemanes étnicos fueron expulsados. La frontera con Polonia fue una vez más establecida a lo largo del río Olza, aunque no confirmada por tratado alguno hasta 1958.

## Demografía
La población habla principalmente checo con las vocales alteradas. Algunos eslavos de la población local hablan Lach, clasificado por Ethnologue como un dialecto del checo, aunque también muestra algunas similitudes con el polaco. En la Silesia checa existe un dialecto único, hablado en su mayoría por miembros de la minoría polaca.

## Personajes notables
- Martín de Opava (Martinus Polonus) (†1278), cronista y capellán de varios papas.
- Heinrich Franz Boblig von Edelstadt (c. 1612-1698), inquisidor.
- Jiří Třanovský (1592-1637), pastor y autor de himnos, El Martín Lutero de los eslavos
- Johann Palisa (1848-1925), astrónomo.
- Petr Bezruč (1867-1958), poeta.
- Helen Zelezny-Scholz (1882-1974), escultora y arquitecta.
- Óndra Łysohorsky (1905-1989), poeta, creador de la forma literaria del dialecto Lach.
- Joy Adamson, pseudónimo de la escritora Friederike Victoria Gessner (1910-1980).
- František Vláčil (1924-1999), cineasta y director.
- Jaromír Nohavica (1953-), compositor y poeta.
- Ivan Lendl (1960-), jugador de tenis, 19 veces finalista de torneos del Grand Slam.